# جشنواره بین‌المللی فیلم تورنتو ۲۰۲۲
چهل و هفتمین جشنواره بین‌المللی فیلم تورنتو از ۸ تا ۱۸ سپتامبر ۲۰۲۲ برگزار شد.
جشنوارهٔ سال ۲۰۲۲ عمدتاً به‌صورت حضوری برگزار شد. مجموعهٔ کوچکی از فیلم‌های این جشنواره بر روی پلتفرم دیجیتال تیف بل بایت‌باکس ارائه شد، اما این موضوع نسبت به سال‌های ۲۰۲۰ و ۲۰۲۱ نسبت بسیار کمتری از مجموعهٔ کلی فیلم‌ها را در بر می‌گرفت. این جشنواره همچنین شاهد بازگشت رویدادهای شبکه‌ای و بزرگداشت بود که در سال‌های ۲۰۲۰ و ۲۰۲۱ نیز به دلیل دنیاگیری کووید-۱۹ در تورنتو به حالت تعلیق درآمدند یا به‌صورت مجازی برگزار شدند
از اواسط ژوئیه، این جشنواره از رویهٔ معمول خود مبنی بر انتشار فهرستی متشکل از ده یا بیست فیلم برای شروع اعلام برنامه‌های خود فاصله گرفته‌بود و پیش از اینکه در نهایت نخستین فهرست توسعه‌یافتهٔ خود از برنامه‌های بزرگداشت و ارائهٔ ویژه را در ۲۸ ژوئیه منتشر کند، در عوض تعدادی اعلان‌های تک‌فیلم صادر کرده بود. در طول ماه اوت نام فیلم‌های بیشتری اعلام شد، و نهایتاً برنامهٔ کامل جشنواره در ۲۳ اوت منتشر شد. کامرون بیلی، مدیر اجرایی جشنواره، اعلام کرد که ترکیب کامل فیلم‌ها شامل حدود ۲۰۰ فیلم بلند و حدود ۴۰ فیلم کوتاه است که بزرگ‌ترین ترکیبی است که جشنواره از زمان نسخهٔ پیش از همه‌گیری ۲۰۱۹ اعلام کرده‌است.
فیلم شناگران ساختهٔ سالی الحسینی فیلم افتتاحیهٔ جشنواره بود و فیلم پایانی جشنواره نیز فیلم دالیلند از ماری هرون بود. فیلم خانواده فیبلمن که به‌عنوان یک نمایش ویژه اکران شد و برندهٔ جایزهٔ منتخب مردم شد، اولین فیلم ساختهٔ استیون اسپیلبرگ در تاریخ بود که در این جشنواره به نمایش درمی‌آمد. فیلم جواب منفی از جوردن پیل، اگرچه پیش از جشنواره در سینماها اکران شده بود، اما به‌عنوان یک نمایش ویژه در فهرست اصلی جشنواره، در فرمت آی‌مکس در سینسفیر نیز به نمایش درآمد.
این جشنواره همچنین نشان داد که با توجه به حملهٔ ۲۰۲۲ روسیه به اوکراین، فیلم‌ها و سازمان‌های روسی تحت حمایت دولت از جشنواره منع خواهند شد، اگرچه شرکت فیلم‌سازان مستقل روسی همچنان مجاز به شرکت در این جشنواره خواهد بود.

## جوایز

### جوایز ادای احترام تیف
مراسم اهدای جوایز ادای احترام تیف، برنامهٔ این جشنواره برای تجلیل از دست‌اندرکاران فیلم به پاس دستاوردهای کلی آنها در سینما، در اوایل مدت برگزاری جشنواره برگزار شد.
بازیگران فیلم پلیس من—هری استایلز، اما کورین، جینا مک‌کی، لاینس روچ، دیوید داوسون و روپرت اورت—به‌عنوان دریافت‌کنندگان یکی از این دو جایزه برای بازیگران معرفی شدند و این اولین باری بود که این جایزه به‌جای یک فرد، به گروهی از بازیگران اهدا می‌شد؛ در عین حال سم مندس نیز به‌عنوان دریافت‌کنندهٔ جایزهٔ کارگردان معرفی شد. برندن فریژر نیز جایزهٔ ادای احترام را برای بازی در فیلم نهنگ دریافت کرد.
آهنگساز هیلدور گودنادوتیر برندهٔ جایزهٔ صنعت‌گر ورایتی، سالی الحسینی برندهٔ جایزهٔ استعدادهای نوظهور، باقی سینت-مری دریافت‌کنندهٔ جایزهٔ جف اسکال برای رسانهٔ اثرگذار، و میشل یئو برندهٔ جایزهٔ افتتاحیهٔ اشتراک ماجراجویی زمین‌شکن شدند.

### جوایز منظم
مراسم اعدای جوایز اصلی جشنواره برای فیلم‌های حاضر در برنامهٔ جشنواره، از جمله جایزه منتخب مردم، در ۱۸ سپتامبر برگزار شد.
| جایزه                                      | فیلم                           | کارگردان                |
| ------------------------------------------ | ------------------------------ | ----------------------- |
| جایزهٔ منتخب مردم                           | خانواده فیبلمن                 | استیون اسپیلبرگ         |
| جایزهٔ منتخب مردم، دوم مشترک (۱)            | حرف‌های زنانه                   | سارا پلی                |
| جایزه منتخب مردم، دوم مشترک (۲)            | گلس آنین: چاقوکشی اسرارآمیز    | رایان جانسون            |
| جایزه منتخب مردم: مستند                    | یخ سیاه                        | هوبرت دیویس             |
| مستند، دوم مشترک (۱)                       | مایا و موج                     | استفانی جانز            |
| مستند، دوم مشترک (۲)                       | ۷۵۲ یک عدد نیست                | بابک پیامی              |
| جایزه منتخب مردم: جنون نیمه‌شب              | ویرد: داستان ال یانکوویک       | اریک اپل                |
| جنون نیمه‌شب، دوم مشترک (۱)                 | پرل                            | تی وست                  |
| جنون نیمه‌شب، دوم مشترک (۲)                 | بدنامی                         | تیم استوری              |
| جایزه پلتفرم                               | رایس‌بوی می‌خوابد                | آنتونی شیم              |
| بهترین فیلم بلند کانادایی                  | برای کشتن یک ببر               | نیشا پهوجا              |
| بهترین فیلم کانادایی، جایزهٔ افتخاری        | وایکینگ                        | استفان لافلور           |
| بهترین فیلم کوتاه کانادایی                 | سیمو                           | عزیز زورومبا            |
| بهترین فیلم کوتاه کانادایی، جایزهٔ افتخاری  | هم‌سن                           | لوید لی چوی             |
| بهترین فیلم کوتاه بین‌المللی                | برف در سپتامبر (۹-р Сарын Цас) | لخاگوادولام پوریو اوچیر |
| بهترین فیلم کوتاه بین‌المللی، جایزهٔ افتخاری | مهماندار-۷۳۷                   | تاناسیس نئوفوتیستوس     |
| جایزهٔ منتقدین (FIPRESCI)                   | یک آخر هفته در غزه             | باسیل خلیل              |
| جایزه نت‌پک                                 | شیرین مثل                      | جاب کلرک                |
| تقویت اصوات                                | لئونور هرگز نخواهد مرد         | مارتیکا رامیرز اسکوبار  |
| تقویت اصوات                                | وقتی در حال تماشا بودیم        | وینای شوکلا             |
| تقویت اصوات، جایزهٔ افتخاری                 | بافی سنت ماری: ادامه بده       | مدیسون توماس            |
| جایزهٔ تغییرساز                             | چیزی که دیشب گفتی              | لوئیس دی فیلیپیس        |
| اشتراک ماجراجویی                           | نانیتیک                        | کارول نگوین             |

## انتخاب‌های رسمی

### اکران‌ها در جشنواره
| عنوان فارسی                        | عنوان اصلی                         | کارگردان(ها)       | کشور تولید                  |
| ---------------------------------- | ---------------------------------- | ------------------ | --------------------------- |
| آلیس، عزیزم                        | آلیس، عزیزم                        | مری نای            | ایالات متحده آمریکا، کانادا |
| یخ سیاه                            | یخ سیاه                            | هوبرت دیویس        | کانادا                      |
| گذرگاه قصاب                        | گذرگاه قصاب                        | گیب پولسکی         | ایالات متحده آمریکا         |
| دالیلند                            | دالیلند                            | ماری هرون          | ایالات متحده آمریکا         |
| بزرگ‌ترین سفر تمام زمان‌ها برای آبجو | بزرگ‌ترین سفر تمام زمان‌ها برای آبجو | پیتر فارلی         | ایالات متحده آمریکا         |
| مرغ مگس‌خوار                        | Il colibrì                         | فرانچسکا آرکیبوجی  | ایتالیا، فرانسه             |
| شکار                               | 헌트                               | لی جونگ-جه         | کره جنوبی                   |
| بلوز جازمن                         | بلوز جازمن                         | تایلر پری          | ایالات متحده آمریکا         |
| کاچی لیمبو                         | کاچی لیمبو                         | شوبهام یوگی        | هند                         |
| عبور                               | عبور                               | پال وایتز          | ایالات متحده آمریکا         |
| خاطرات پاریس                       | Revoir Paris                       | آلیس وینکور        | فرانسه                      |
| دختر زندانی                        | دختر زندانی                        | کاترین هاردویک     | ایالات متحده آمریکا         |
| ریموند و ری                        | ریموند و ری                        | رودریگو گارسیا     | ایالات متحده آمریکا         |
| خروس                               | خروس                               | ایمی ردفورد        | ایالات متحده آمریکا         |
| سیدنی                              | سیدنی                              | رجینالد هادلین     | ایالات متحده آمریکا         |
| پسر                                | پسر                                | فلوریان زلر        | بریتانیا                    |
| شناگران                            | شناگران                            | سالی الحسینی       | بریتانیا                    |
| چه ربطی به عشق دارد؟               | چه ربطی به عشق دارد؟               | شکهار کاپور        | بریتانیا                    |
| پادشاه زن                          | پادشاه زن                          | جینا پرینس-بایدوود | ایالات متحده آمریکا         |

### اکران‌های ویژه
| عنوان فارسی                              | عنوان اصلی                               | کارگردان(ها)     | کشور تولید                                         |
| ---------------------------------------- | ---------------------------------------- | ---------------- | -------------------------------------------------- |
| هله‌لویا                                  | هله‌لویا                                  | ریچارد ایر       | بریتانیا                                           |
| در جبهه غرب خبری نیست                    | در جبهه غرب خبری نیست                    | ادوارد برگر      | آلمان                                              |
| بنشی‌های اینیشرین                         | بنشی‌های اینیشرین                         | مارتین مک‌دونا    | بریتانیا، ایرلند، ایالات متحده آمریکا              |
| بایوسفیر                                 | بایوسفیر                                 | مل اسلین         | ایالات متحده آمریکا                                |
| بلوبک                                    | بلوبک                                    | رابرد کانلی      | استرالیا                                           |
| خفتان آبی                                | Le Bleu du Caftan                        | مریم توزانی      | مراکش، فرانسه، بلژیک، دانمارک                      |
| دلال                                     | 브로커                                   | هیروکازو کورئیدا | کره جنوبی                                          |
| داداش‌ها                                  | داداش‌ها                                  | نیکلاس استولر    | ایالات متحده آمریکا                                |
| برادر                                    | برادر                                    | کلمنت ویرگو      | کانادا                                             |
| کاترین به نام بردی                       | کاترین به نام بردی                       | لینا دانم        | بریتانیا                                           |
| گذرگاه                                   | گذرگاه                                   | لیلا نوگباور     | ایالات متحده آمریکا                                |
| شوالیه                                   | شوالیه                                   | استیون ویلیامز   | ایالات متحده آمریکا                                |
| کورساژ                                   | کورساژ                                   | ماری کروتزر      | اتریش، فرانسه، آلمان                               |
| تصمیم جدایی                              | تصمیم جدایی                              | پارک چان-ووک     | کره جنوبی                                          |
| از خودگذشتگی                             | از خودگذشتگی                             | جی.دی. دیلرد     | ایالات متحده آمریکا                                |
| مدلین راننده                             | Une belle course                         | کریستین کاریون   | فرانسه                                             |
| السین اوبا، سوارکار پادشاه               | السین اوبا، سوارکار پادشاه               | بیی بندل         | نیجریه                                             |
| امپراتور روشنایی                         | امپراتور روشنایی                         | سم مندس          | بریتانیا، ایالات متحده آمریکا                      |
| دختر ابدی                                | دختر ابدی                                | جوانا هاگ        | بریتانیا                                           |
| خانواده فیبلمن                           | خانواده فیبلمن                           | استیون اسپیلبرگ  | ایالات متحده آمریکا                                |
| گلس آنین: یک چاقوکشی اسرارآمیز           | گلس آنین: یک چاقوکشی اسرارآمیز           | ریان جانسن       | ایالات متحده آمریکا                                |
| شب بخیر اوپی                             | شب بخیر اوپی                             | رایان وایت       | ایالات متحده آمریکا                                |
| پرستار خوب                               | پرستار خوب                               | توبیاس لیندهولم  | ایالات متحده آمریکا                                |
| عنکبوت مقدس                              | عنکبوت مقدس                              | علی عباسی        | دانمارک، آلمان، سوئد، فرانسه                       |
| جویلند                                   | جویلند                                   | سیم صدیق         | پاکستان                                            |
| پادشاه گمشده                             | پادشاه گمشده                             | استیون فریرز     | بریتانیا                                           |
| مرد منطق                                 | مرد منطق                                 | جونگ وو-سونگ     | کره جنوبی                                          |
| صورت‌غذا                                  | صورت‌غذا                                  | مارک مایلود      | ایالات متحده آمریکا                                |
| رؤیای روزانه ماه                         | رؤیای روزانه ماه                         | برت مورگن        | ایالات متحده آمریکا                                |
| پلیس من                                  | پلیس من                                  | مایکل گرندژ      | بریتانیا                                           |
| پرستار بچه                               | پرستار بچه                               | نیکیاتو جوسو     | ایالات متحده آمریکا                                |
| خرس نیست                                 | خرس نیست                                 | جعفر پناهی       | ایران                                              |
| جواب منفی                                | جواب منفی                                | جوردن پیل        | ایالات متحده آمریکا                                |
| در حال بالا آمدن                         | در حال بالا آمدن                         | سنا لیثن         | ایالات متحده آمریکا                                |
| یک صبح دلپذیر                            | Un beau matin                            | میا هانسن-لووه   | فرانسه                                             |
| بچه‌های مردم                              | Les enfants des autres                   | ربکا زلوتوفسکی   | فرانسه                                             |
| بازگشت تانیا تاکر: با حضور برندی کارلایل | بازگشت تانیا تاکر: با حضور برندی کارلایل | کتلین هوران      | ایالات متحده آمریکا                                |
| عمر مقدس                                 | عمر مقدس                                 | آلیس دیاپ        | فرانسه                                             |
| محراب                                    | محراب                                    | زاخاری ویگون     | ایالات متحده آمریکا                                |
| قصه‌های ناگفتنی                           | Historias para no contar                 | سسک گای          | اسپانیا                                            |
| جایگزین                                  | El Suplente                              | دیگو لرمان       | آرژانتین، ایتالیا، مکزیک، اسپانیا، فرانسه          |
| مثلث غم                                  | مثلث غم                                  | روبن اوستلوند    | سوئد، بریتانیا، ایالات متحده آمریکا، فرانسه، یونان |
| پیاده بیا                                | 탑                                       | هونگ سانگ سو     | کره جنوبی                                          |
| وندل و وایلد                             | وندل و وایلد                             | هنری سیلیک       | ایالات متحده آمریکا                                |
| نهنگ                                     | نهنگ                                     | دارن آرونوفسکی   | ایالات متحده آمریکا                                |
| حرف‌های زنانه                             | حرف‌های زنانه                             | سارا پلی         | ایالات متحده آمریکا                                |
| شگفتی                                    | شگفتی                                    | سباستین للیو     | بریتانیا، ایرلند                                   |

### سینمای معاصر جهان
فیلم اسپارت ساختهٔ اولریش زایدل پس از افشای ادعاهایی مبنی بر به‌کارگیری کودکان در صحنهٔ فیلمبرداری توسط جشنواره کنار گذاشته شد.
| عنوان فارسی              | عنوان اصلی                      | کارگردان(ها) | کشور تولید                                            |
| ------------------------ | ------------------------------- | --- | ----------------------------------------------------- |
| افترسان                  | افترسان                         | شارلوت ولز | بریتانیا، ایالات متحده آمریکا                         |
| عَلَم                      | عَلَم                             | فیراس خوری | فرانسه، فلسطین، تونس، عربستان سعودی، قطر              |
| آماندا                   | آماندا                          | کارولینا کاوالی | ایتالیا                                               |
| اشکال                    | اشکال                           | یوسف شعبی | فرانسه، تونس، قطر                                     |
| خودزندگی‌نامه             | خودزندگی‌نامه                    | مقبول مبارک | اندونزی، فرانسه، سنگاپور، لهستان، فیلیپین، آلمان، قطر |
| شب، داخلی، دیوار         | شب، داخلی، دیوار                | وحید جلیلوند | ایران                                                 |
| بیوه کور، زن خفته        | Saules aveugles, femme endormie | پیر فلدس | کاناد، فرانسه                                         |
| استخوان‌های کلاغ‌ها        | استخوان‌های کلاغ‌ها               | ماری کلمنتس | کانادا                                                |
| کایوت                    | Le Coyote                       | کاترین جرکوویچ | کانادا                                                |
| دومینگو و مه             | Domingo y La Niebla             | آریل اسکالانته مزا | کاستاریکا، قطر                                        |
| پایان سکس                | پایان سکس                       | شان گریتی | کانادا                                                |
| ئی‌او                     | ئی‌او                            | یژی اسکولیموفسکی | لهستان، ایتالیا                                       |
| دریاچه فالکون            | دریاچه فالکون                   | شارلوت لوبون | کانادا، فرانسه                                        |
| تحکیم                    | تحکیم                           | مرسدس برایس مورگان | کانادا، ایالات متحده آمریکا، آلمان                    |
| سرزمین خدا               | Vanskabte Land/Volaða Land      | هلینور پالماسون | دانمارک، ایسلند، فرانسه، سوئد                         |
| خوشحال‌ترین مرد دنیا      | Najsreќniot Čovek na Svetot     | تئونا استراگار میتوسکا                                                                                                   | هلند، مقدونیه، بلژیک، اسلوونی، دانمارک، کرواسی، بوسنی |
| هتل                      | 旅馆                            | وانگ ژیائوشوآی | هنگ کنگ                                               |
| بسته                     | بسته                            | آندرس رامیرز پولیدو | کلمبیا، فرانسه                                        |
| زندگی                    | Жизнь                           | امیر بایگزین | قزاقستان                                              |
| زنده                     | زنده                            | اولیور هرمانوس | بریتانیا                                              |
| عشق و ریاضی              | Amor y Matemáticas              | کلودیا سنت-لوسی | مکزیک                                                 |
| زندگی عاشقانه            | زندگی عاشقانه                   | کوجی فوکادا | ژاپن، فرانسه                                          |
| لوکزامبورگ، لوکزامبورگ   | ЛЮКСЕМБУРГ, ЛЮКСЕМБУРГ          | آنتونیو لوکیچ | اوکراین                                               |
| دوشیزه                   | دوشیزه                          | گراهام فوی | کانادا                                                |
| مانتیکور                 | Mantícora                       | کارلوس ورموت | اسپانیا                                               |
| مورو                     | مورو                            | تیرپا کاهی | نیوزیلند                                              |
| ملوان من، عشق من         | ملوان من، عشق من                | کلائوس هارو | فنلاند، ایرلند                                        |
| شبگرد                    | شبگرد                           | دونالد شبیب | کانادا                                                |
| شمال معمولی              | شمال معمولی                     | کارلی استون | کانادا                                                |
| خاستگاه شیطان            | L'Origine du Mal                | سباستیان مارنایر | کانادا، فرانسه                                        |
| نقشه ۷۵                  | نقشه ۷۵                         | شی هایاکاوا | ژاپن، فرانسه، فیلیپین، قطر                            |
| بازگشت به خاک            | 隐入尘烟                        | لی رویجون | چین                                                   |
| آر. ام.ان.               | آر. ام.ان.                      | کریستیان مونجیو | رومانی، فرانسه                                        |
| این همه لطافت            | این همه لطافت                   | لینا رودریگز | کانادا                                                |
| استلار                   | استلار                          | دارلین ناپونز | کانادا                                                |
| سنگ‌تراشی                 | سنگ‌تراشی                        | هوآنگ ژی، زیوجی اوتسوکا                                                                                                  | ژاپن                                                  |
| کوزه سوگند               | کوزه سوگند                      | لیندزی مک‌کی | کانادا                                                |
| مردان چتردار             | مردان چتردار                    | جان بارکر | آفریقای جنوبی                                         |
| زیر درختان انجیر         | Taht El Shajara                 | اریگه سهیری | تونس، سوئیس، فرانسه، قطر                              |
| والریا دارد ازدواج می‌کند | Valeria Mithatenet              | میشال وینیک | اسرائیل                                               |
| قربانی                   | OBEŤ                            | مایکل بلاسکو | اسلواکی، جمهوری چک، آلمان                             |
| ویسنتا بی.               | ویسنتا بی.                      | کارلوس لشوگا | کوبا، فرانسه، ایالات متحده آمریکا، کلمبیا، نروژ       |
| ملوان جنگ                | Krigsseileren                   | گونار ویکنه | نروژ، آلمان                                           |
| آب                       | El agua                         | النا لوپز ریرا | سوئیس، اسپانیا، فرانسه                                |
| ما هنوز اینجاییم         | ما هنوز اینجاییم                | بک کول، دنا کرتیس، تریسی راینی، دانیل مک‌لین، تیم وورال، رنه مایهی، میکی ماگاسیوا، ماریو گاوا، ریچارد کرتیس، شانتل برگوین | استرالیا، نیوزیلند                                    |
| گل وحشی                  | گل وحشی                         | مت اسموکلر | ایالات متحده آمریکا                                   |
| پسر زمستان               | Le Lycéen                       | کریستف اونوره | فرانسه                                                |
| بدترین‌ها                 | بدترین‌ها                        | رومین گورت | فرانسه                                                |
| زویگاتو                  | زویگاتو                         | ناندیتا داس | هند                                                   |

### مستندهای تیف
| عنوان فارسی                                                                                          | عنوان اصلی                                                                                           | کارگردان(ها)                       | کشور تولید                         |
| --- | --- | ---------------------------------- | ---------------------------------- |
| ۷۵۲ یک عدد نیست                                                                                      | ۷۵۲ یک عدد نیست                                                                                      | بابک پیامی                         | کانادا                             |
| تمام زیبایی و خون‌ریزی                                                                                | تمام زیبایی و خون‌ریزی                                                                                | لورا پویترس                        | ایالات متحده                       |
| بافی سنت ماری: ادامه بده                                                                             | بافی سنت ماری: ادامه بده                                                                             | مدیسون توماس                       | کانادا                             |
| کاسا سوزانا                                                                                          | کاسا سوزانا                                                                                          | سباستین لیفشیتز                    | فرانسه، ایالات متحده آمریکا        |
| سینه-گریلاس: صحنه‌هایی از حلقه‌های لابودوویچ                                                           | سینه-گریلاس: صحنه‌هایی از حلقه‌های لابودوویچ                                                           | میلا توراجلیچ                      | صربستان، فرانسه، کرواسی، مونته‌نگرو |
| رنگ جوهر                                                                                             | رنگ جوهر                                                                                             | برایان دی. جانسون                  | کانادا                             |
| حالا مستند!(قسمت‌ها: «میمون گریفتر من»، «تروور فریسون» [در جستجوی فریسون]، «دو آرایشگر در باگلی‌پورت») | حالا مستند!(قسمت‌ها: «میمون گریفتر من»، «تروور فریسون» [در جستجوی فریسون]، «دو آرایشگر در باگلی‌پورت») | الکس بونو، رایس توماس، میکا گاردنر | ایالات متحده آمریکا                |
| همیشه مرگبار                                                                                         | همیشه مرگبار                                                                                         | چلسی مک‌مولان، تانیا تاگاک          | کانادا                             |
| پول رایگان                                                                                           | پول رایگان                                                                                           | سام سوکو، لورن دی فیلیپو           | کنیا، ایالات متحده آمریکا          |
| چنگ                                                                                                  | چنگ                                                                                                  | گابریلا کاپرتویت                   | ایالات متحده آمریکا                |
| در دستان او                                                                                          | در دستان او                                                                                          | تامانا ایازی، مارسل متلسیفن        | ایالات متحده آمریکا، افغانستان     |
| بلک اند بلوز لوئیس آرمسترانگ                                                                         | بلک اند بلوز لوئیس آرمسترانگ                                                                         | ساشا جنکینز                        | ایالات متحده آمریکا                |
| ماریوپولیس ۲                                                                                         | ماریوپولیس ۲                                                                                         | مانتاس کوداراویچیوس                | لیتوانی، فرانسه، آلمان             |
| مایا و موج                                                                                           | مایا و موج                                                                                           | استفانی جانز                       | ایالات متحده آمریکا                |
| میوچا، صدای بوسا نوا                                                                                 | میوچا، صدای بوسا نوا                                                                                 | دانیل زاروس، لیلیان موتی           | برزیل، فرانسه                      |
| کشور خیالی من                                                                                        | Mi País Imaginario                                                                                   | پاتریسیو گوسمان                    | شیلی، فرانسه                       |
| پاتریک و نهنگ                                                                                        | پاتریک و نهنگ                                                                                        | مارک فلچر                          | استرالیا                           |
| برای گناهکاران ما دعا کنید                                                                           | برای گناهکاران ما دعا کنید                                                                           | سیناد اوشی                         | ایرلند                             |
| خودنگاره به‌عنوان یک قوری قهوه                                                                        | خودنگاره به‌عنوان یک قوری قهوه                                                                        | ویلیام کنتریج                      | آفریقای جنوبی، ایالات متحده آمریکا |
| تئاتر اندیشه                                                                                         | تئاتر اندیشه                                                                                         | ورنر هرتسوک                        | ایالات متحده آمریکا                |
| برای کشتن ببر                                                                                        | برای کشتن ببر                                                                                        | نیشا پهوجا                         | کانادا                             |
| وقتی در حال تماشا بودیم                                                                              | وقتی در حال تماشا بودیم                                                                              | وینای شوکلا                        | بریتانیا                           |

### اکتشاف
| عنوان فارسی                            | عنوان اصلی                             | کارگردان(ها)        | کشور تولید                         |
| -------------------------------------- | -------------------------------------- | ------------------- | ---------------------------------- |
| ارسطو و دانته اسرار جهان را کشف می‌کنند | ارسطو و دانته اسرار جهان را کشف می‌کنند | آیچ آلبرتو          | ایالات متحده آمریکا                |
| بچه روبی                               | بچه روبی                               | بس وول              | ایالات متحده آمریکا                |
| کبودی                                  | کبودی                                  | مایلز وارن          | ایالات متحده آمریکا                |
| کارمن                                  | کارمن                                  | بنجامین میلپید      | استرالیا، فرانسه                   |
| دختر خشم                               | La Hija de todas las Rabias            | لورا باومایستر      | نیکاراگوئه                         |
| یک آخر هفته در غزه                     | یک آخر هفته در غزه                     | باسیل خلیل          | بریتانیا، فلسطین                   |
| من فیلم دوست دارم                      | من فیلم دوست دارم                      | چندلر لواک          | کانادا                             |
| بازرسی                                 | بازرسی                                 | الگانس براتون       | ایالات متحده آمریکا                |
| یک استراحت طولانی                      | დიდი შესვენება                         | داویت پیرتسخالاوا   | گرجستان                            |
| بازگشت به سئول                         | Retour à Seoul                         | دیوی چو             | کره جنوبی، فرانسه، آلمان، بلژیک    |
| رزی                                    | رزی                                    | گیل موریس           | کانادا                             |
| دونده                                  | دونده                                  | ماریان ماتیاس       | ایالات متحده آمریکا، فرانسه، آلمان |
| شیمونی                                 | شیمونی                                 | آنجلا وانجیکو وامای | کنیا                               |
| برف و خرس                              | Kar ve Ayı                             | سلسن آرگون          | ترکیه، آلمان، صربستان              |
| نرم                                    | نرم                                    | جوزف آمنتا          | کانادا                             |
| چیزی که دیشب گفتی                      | چیزی که دیشب گفتی                      | لوئیس دی فیلیپیس    | کانادا، سوئیس                      |
| سوزی جستجو می‌کند                       | سوزی جستجو می‌کند                       | سوفی کارگمن         | ایالات متحده آمریکا                |
| شیرین مثل                              | شیرین مثل                              | جوب کلرک            | استرالیا                           |
| طعم سیب قرمز است                       | طعام الطوفه، احمر                      | ایهاب ترابیه        | اسرائیل، آلمان                     |
| اینجا                                  | اینجا                                  | وی تی نایانی        | کانادا                             |
| یاغی                                   | Ustyrlig                               | مالو ریمان          | دانمارک                            |
| تا خمیدگی شاخه‌ها                       | تا خمیدگی شاخه‌ها                       | سوفی جارویس         | کانادا                             |
| وقتی صبح می‌شود                         | وقتی صبح می‌شود                         | کلی فیف مارشال      | کانادا، جامائیکا                   |
| آتش‌افروزان جوان                        | آتش‌افروزان جوان                        | شیلا پای            | کانادا                             |

### پلتفرم
| عنوان فارسی                    | عنوان اصلی                     | کارگردان(ها)      | کشور تولید                    |
| ------------------------------ | ------------------------------ | ----------------- | ----------------------------- |
| زغال                           | Carvão                         | کارولینا مارکوویچ | برزیل، آرژانتین               |
| امیلی                          | امیلی                          | فرانسیس اوکانر    | بریتانیا، ایالات متحده آمریکا |
| جاذبه                          | La Gravité                     | سدریک ایدو        | فرانسه                        |
| هوا                            | هوا                            | میمونا دوکور      | فرانسه                        |
| چگونه یک خط لوله را منفجر کنیم | چگونه یک خط لوله را منفجر کنیم | دانیل گلدابر      | ایالات متحده آمریکا           |
| رایس‌بوی می‌خوابد                | رایس‌بوی می‌خوابد                | آنتونی شیم        | کانادا                        |
| تفریق                          | تفریق                          | مانی حقیقی        | ایران، فرانسه                 |
| تندر                           | Foudre                         | کارمن ژاکیر       | سوئیس                         |
| شوهر تورا                      | شوهر تورا                      | ریما داس          | هند                           |
| وایکینگ                        | وایکینگ                        | استفان لافلور     | کانادا                        |

### جنون نیمه‌شب
پس از اکران جوکر مردمی ساختهٔ ورا درو در ۱۴ سپتامبر، تیف مجبور شد نمایش‌های بعدی این فیلم را به‌دلیل درگیری حقوقی با برادران وارنر بر سر استفادهٔ غیرمجاز از فیلم جوکر لغو کند.
| عنوان فارسی              | عنوان اصلی               | کارگردان(ها)                                                               | کشور تولید          |
| ------------------------ | ------------------------ | -------------------------------------------------------------------------- | ------------------- |
| بدنامی                   | بدنامی                   | تیم استوری                                                                 | ایالات متحده آمریکا |
| لئونور هرگز نخواهد مرد   | لئونور هرگز نخواهد مرد   | مارتیکا رامیرز اسکوبار                                                     | فیلیپین             |
| پرل                      | پرل                      | تی وست                                                                     | ایالات متحده آمریکا |
| جوکر مردمی               | جوکر مردمی               | ورا درو                                                                    | ایالات متحده آمریکا |
| پروژه شکار گرگ           | 늑대사냥                 | کیم هونگ سان                                                               | کره جنوبی           |
| مریض                     | مریض                     | جان هایمز                                                                  | ایالات متحده آمریکا |
| سیسو                     | سیسو                     | جلماری هلندر                                                               | فنلاند              |
| زهره                     | زهره                     | ژاومه بالاگرو                                                              | اسپانیا             |
| وی/اچ/اس/۹۹              | وی/اچ/اس/۹۹              | فلایینگ لوتوس، یوهانس رابرتز، مگی لوین، تایلر مک‌اینتایر، ونسا و جوزف وینتر | ایالات متحده آمریکا |
| ویرد: داستان ال یانکوویک | ویرد: داستان ال یانکوویک | اریک اپل                                                                   | ایالات متحده آمریکا |

### پرایم‌تایم
| عنوان فارسی          | عنوان اصلی           | کارگردان(ها)                 | کشور تولید                  |
| -------------------- | -------------------- | ---------------------------- | --------------------------- |
| ۱۸۹۹                 | ۱۸۹۹                 | باران بو اودار، یانتیه فریزه | آلمان                       |
| مامان عزیز           | مامان عزیز           | آلن هیوز                     | ایالات متحده آمریکا         |
| سرگذشت ندیمه (فصل ۵) | سرگذشت ندیمه (فصل ۵) | بروس میلر، الیزابت ماس       | ایالات متحده آمریکا         |
| دبیرستان             | دبیرستان             | کلیا دووال، لورا کیترل       | ایالات متحده آمریکا، کانادا |
| قلمرو                | قلمرو                | لارس فون تریه                | دانمارک                     |
| تلویزیون لیدو        | تلویزیون لیدو        | لیدو پیمینتا، شان اونیل      | کانادا                      |
| جاده مرموز: ریشه     | جاده مرموز: ریشه     | دیلن ریور                    | استرالیا                    |

### برش‌های کوتاه
| عنوان فارسی                          | عنوان اصلی                                | کارگردان(ها)                | کشور تولید                    |
| ------------------------------------ | ----------------------------------------- | --------------------------- | ----------------------------- |
| برای زندگی برای عشق                  | À la vie à l'amor                         | امیلی منرینگ                | کانادا                        |
| علیه واقعیت                          | علیه واقعیت                               | اولیویا پیس                 | ایالات متحده آمریکا           |
| مهماندار-۷۳۷                         | مهماندار-۷۳۷                              | تاناسیس نئوفویستوس          | یونان                         |
| فراگیر                               | Todo incluido                             | دووان دوک وارگاس            | کلمبیا، فرانسه                |
| آناستازیا                            | Анастасия                                 | سارا مک‌کارتی                | بریتانیا                      |
| بابا                                 | بابا                                      | مبیتی ماسیا                 | کنیا                          |
| پشتک‌وارو                             | پشتک‌وارو                                  | نیکیتا دیاکور               | آلمان، فرانسه                 |
| قناری                                | قناری                                     | پیر-هیوگ دالر، بنوت تریو    | کانادا                        |
| تعقیب و گریز                         | تعقیب و گریز                              | گورجیت کور باسی             | کانادا                        |
| پراکنده‌ها                            | پراکنده‌ها                                 | تایلر مکنزی اوانز           | کانادا                        |
| ملوان پرنده                          | Le Matelot volant                         | وندی تیلبی و آماندا فوربیس  | کانادا                        |
| مرد زباله‌گرد                         | O Homem do Lixo                           | لورا گونچالوز               | Portugal                      |
| گری برای تو فریاد می‌زند              | گری برای تو فریاد می‌زند                   | کودی مک‌گلاشان، نولان سوردیل | ایالات متحده آمریکا           |
| تپه‌ها و کوهستان‌ها                    | تپه‌ها و کوهستان‌ها                         | سالار پشتون‌یار              | کانادا                        |
| آتش گرفته‌ام                          | آتش گرفته‌ام                               | مایکل اسپیچیا               | ایالات متحده آمریکا، استرالیا |
| این چیزی است که همه به آن نیاز دارند | این چیزی است که همه به آن نیاز دارند      | سوفی رومواری                | کاناد                         |
| تاجران یخ                            | تاجران یخ                                 | جوآوو گونزالز               | پرتغال، فرانسه، بریتانیا      |
| مرا کنار ساحل بگذار                  | مرا کنار ساحل بگذار                       | دیوید فایندلی               | کانادا                        |
| پرستش موانع ضد تانک                  | Літургія протитанкових перешкод           | دمیترو سوخولیتکی-سوبچاک     | اوکراین، ایالات متحده آمریکا  |
| ماژول آرامش شهرداری                  | ماژول آرامش شهرداری                       | متیو رنکین                  | کانادا                        |
| موجودات ذوب‌شده                       | Las criaturas que se derriten bajo el sol | دیگو سسپدس                  | شیلی، فرانسه                  |
| آینه، آینه                           | آینه، آینه                                | ساندوئلا آساندا             | آفریقای جنوبی                 |
| نانیتیک                              | نانیتیک                                   | کارول نگوین                 | کانادا                        |
| روحی در سردخانه نیست                 | روحی در سردخانه نیست                      | مارلین کوک                  | کانادا                        |
| N’xaxaitkw                           | N’xaxaitkw                                | آسیه یانگ‌من                 | کانادا                        |
| گذرنامه                              | گذرنامه                                   | پپی گینزبرگ                 | ایالات متحده آمریکا           |
| باغ لذت                              | باغ لذت                                   | ریتا فراندو                 | کانادا                        |
| لو پاپیل                             | لو پاپیل                                  | آلیچه رورواکر               | ایتالیا، ایالات متحده آمریکا  |
| ذهن‌های خاموش، خیابان‌های ساکت         | ذهن‌های خاموش، خیابان‌های ساکت              | کارن چپمن                   | کانادا                        |
| توقف برای استراحت                    | توقف برای استراحت                         | کریستال کائیزا              | ایالات متحده آمریکا           |
| هم‌سن                                 | هم‌سن                                      | لوید لی چوی                 | کانادا                        |
| ترساندن زنان در شب                   | ترساندن زنان در شب                        | کریمه زکی عیسی              | کانادا                        |
| سایه پروانه‌ها                        | خیال الفراشات                             | سوفیا الخیری                | فرانسه، قطر، پرتغال           |
| او همیشه برنده است                   | او همیشه برنده است                        | هزل مک‌کیبین                 | ایالات متحده آمریکا           |
| سیمو                                 | سیمو                                      | عزیز زورومبا                | کانادا                        |
| برف در سپتامبر                       | 9-р Сарын Цас                             | لخاگوادولام پورف-اوشیر      | مغولستان، فرانسه              |
| ترمور                                | Beben                                     | رودولف فیتزجرالد لئونارد    | آلمان                         |
| ساعت‌های ناگفته                       | ساعت‌های ناگفته                            | دانیل وارث                  | کانادا                        |
| زمزمه‌های آب                          | 海边升起一座悬崖                          | جیان‌یینگ چن                 | چین                           |

### طول موج‌ها
| عنوان فارسی                       | عنوان اصلی                        | کارگردان(ها)                      | کشور تولید                     |
| --------------------------------- | --------------------------------- | --------------------------------- | ------------------------------ |
| بعد از کار                        | بعد از کار                        | سلین کندورلی، بن ریورز            | بریتانیا                       |
| بزرگ‌تر از درون                    | بزرگ‌تر از درون                    | آنجلو مدسن میناکس                 | ایالات متحده آمریکا            |
| دره بتنی                          | دره بتنی                          | آنتوان بورخس                      | کانادا                         |
| پارچه بدن انسان                   | پارچه بدن انسان                   | ورنا پاراوول، لوسین کاستینگ-تیلور | فرانسه، سوئیس                  |
| سوزاندن زمین خشک                  | Mato seco em chamas               | جوآنا پیمنتا، آدرلی کیروش         | پرتغال، برزیل                  |
| شامگاه                            | شامگاه                            | شارون لاکهارت                     | ایالات متحده آمریکا            |
| مبارزه اکنون از نظر من متفاوت است | مبارزه اکنون از نظر من متفاوت است | فاکس ماکسی                        | ایالات متحده آمریکا            |
| فاتا مورگانا                      | فاتا مورگانا                      | تاسیتا دین                        | بریتانیا، ایالات متحده آمریکا  |
| خارج از تیتر                      | خارج از تیتر                      | ویام حداد                         | فرانسه                         |
| اپرای اسب                         | اپرای اسب                         | مویرا دیوی                        | ایالات متحده آمریکا            |
| من به دنیای تو فکر کردم           | من به دنیای تو فکر کردم           | کرت واکر                          | کانادا                         |
| زندگی در کپس                      | زندگی در کپس                      | مریم بنانی                        | ایالات متحده آمریکا            |
| طلوع ماه                          | طلوع ماه                          | وینسنت گرنیر                      | کانادا، ایالات متحده آمریکا    |
| جدیدترین قدیمی‌ها                  | جدیدترین قدیمی‌ها                  | پابلو ماتزولو                     | آرژانتین، کانادا               |
| آرام‌سازی                          | Tourment sur les îles             | آلبرت سرا                         | فرانسه، اسپانیا، آلمان، پرتغال |
| در به در                          | در به در                          | جسیکا سارا رینلند، لوئیس آرنیاس   | مکزیک، ایالات متحده آمریکا     |
| ملکه‌های سلسله چینگ                | ملکه‌های سلسله چینگ                | اشلی مکنزی                        | کانادا                         |
| زمانی که ما را از هم جدا می‌کند    | زمانی که ما را از هم جدا می‌کند    | پرستو انوشاه‌پور                   | کانادا، اردن، فلسطین           |
| رقاصک                             | Unrueh                            | سیریل شوبلین                      | سوئیس                          |
| آنچه بر نامرئی‌ها حکومت می‌کند      | آنچه بر نامرئی‌ها حکومت می‌کند      | تیفانی سیا                        | ایالات متحده آمریکا            |
| ویل-اود-ویسپ                      | Fogo-Fátuo                        | خوائو پدرو رودریگز                | پرتغال، فرانسه                 |

### جشنواره در خانه
مجموعه‌ای از فیلم‌ها از برنامه‌های فوق که از طریق پلتفرم دیجیتال تیف بل لایت‌باکس برای تماشای خانگی در دسترس بود.
| عنوان فارسی                            | عنوان اصلی                             | کارگردان (های) | کشور تولید                                      |
| -------------------------------------- | -------------------------------------- | --- | ----------------------------------------------- |
| ارسطو و دانته اسرار جهان را کشف می‌کنند | ارسطو و دانته اسرار جهان را کشف می‌کنند | آیچ آلبرتو | ایالات متحده آمریکا                             |
| کاسا سوزانا                            | کاسا سوزانا                            | سباستین لیفشیتز | فرانسه، ایالات متحده آمریکا                     |
| رنگ جوهر                               | رنگ جوهر                               | برایان دی. جانسون | کانادا                                          |
| دره بتنی                               | دره بتنی                               | آنتوان بورخس | کانادا                                          |
| کایوت                                  | کایوت                                  | کاترین جرکوویچ | کانادا                                          |
| پایان سکس                              | پایان سکس                              | شان گاریتی | کانادا                                          |
| همیشه مرگبار                           | همیشه مرگبار                           | چلسی مک‌مولان، تانیا تاگاک                                                                                                   | کانادا                                          |
| چنگ                                    | چنگ                                    | گابریلا کاپرتویت | ایالات متحده آمریکا                             |
| جویلند                                 | جویلند                                 | صائم صدیق | پاکستان                                         |
| لوکزامبورگ، لوکزامبورگ                 | ЛЮКСЕМБУРГ، ЛЮКСЕМБУРГ                 | آنتونیو لوکیچ | اوکراین                                         |
| برای گناهکاران ما دعا کنید             | برای گناهکاران ما دعا کنید             | سیناد اوشی | ایرلند                                          |
| شیمونی                                 | شیمونی                                 | آنجلا وانجیکو وامای | کنیا                                            |
| مریض                                   | مریض                                   | جان هایمز | ایالات متحده آمریکا                             |
| نرم                                    | نرم                                    | جوزف آمنتا | کانادا                                          |
| سوزی جستجو می‌کند                       | سوزی جستجو می‌کند                       | سوفی کارگمن | ایالات متحده آمریکا                             |
| تئاتر اندیشه                           | تئاتر اندیشه                           | ورنر هرتسوک | ایالات متحده آمریکا                             |
| اینجا                                  | اینجا                                  | وی تی نایانی | کانادا                                          |
| شوهر تورا                              | شوهر تورا                              | ریما داس | هند                                             |
| مردان چتردار                           | مردان چتردار                           | جان بارکر | آفریقای جنوبی                                   |
| زیر درختان انجیر                       | تهت الشجاره                            | اریگه سهیری | تونس، سوئیس، فرانسه، قطر                        |
| یاغی                                   | Ustyrlig                               | مالو ریمان | دانمارک                                         |
| ویسنتا بی.                             | ویسنتا بی.                             | کارلوس لچوگا | کوبا، فرانسه، ایالات متحده آمریکا، کلمبیا، نروژ |
| ما هنوز اینجاییم                       | ما هنوز اینجاییم                       | بک کول، دنا کرتیس، تریسی ریگنی، دانیل مک لین، تیم وورال، رنه مایهی، میکی ماگاسیوا، ماریو گائوا، ریچارد کرتیس، شانتل بورگوین | استرالیا، نیوزلند                               |
| وقتی صبح می‌شود                         | وقتی صبح می‌شود                         | کلی فیف مارشال | کانادا، جامائیکا                                |

### منتخب‌های صنعت
فیلم‌هایی که برای نمایش توسط خریداران فیلم و متخصصان صنعت فیلم در دسترس بودند، اما برای عموم آزاد نبودند.
| عنوان فارسی   | عنوان اصلی          | کارگردان(ها)   | کشور تولید                                           |
| ------------- | ------------------- | -------------- | ---------------------------------------------------- |
| جین آبی       | جین آبی             | جورجیا اوکلی   | بریتانیا                                             |
| رانندگی مامان | Á ferð með mömmu    | هیلمار اودسون  | ایسلند                                               |
| رؤیای وحشی    | رؤیای وحشی          | بیل پولاد      | ایالات متحده آمریکا                                  |
| در موش        | در موش              | آوان جوگیا     | کانادا                                               |
| هارکا         | هارکا               | لوتی ناتان     | ایالات متحده آمریکا، فرانسه، تونس، لوکزامبورگ، بلژیک |
| شنونده        | شنونده              | استیو بوشمی    | ایالات متحده آمریکا                                  |
| پادشاهان جهان | Los Reyes del Mundo | لورا مورا      | کلمبیا، لوکزامبورگ، فرانسه، مکزیک، نروژ              |
| کلوککنلویدر   | کلوککنلویدر         | نیل مسکل       | بریتانیا                                             |
| دریاچه نمک    | دریاچه نمک          | کاسیا روسلانیک | لهستان، سوئد                                         |
| بی‌رویا        | بی‌رویا              | آرین وزیردفتری | ایران                                                |

### خیابان جشنواره
فیلم‌های قدیمی‌تری که در پارک سینمای اوال‌جی، سینمای روبازی در میدان دیوید پیکو که توسط تیف اداره می‌شود، به نمایش درآمدند. شامل آثار بسیاری از بازیگران و/یا کارگردانان برجستهٔ دخیل در انتخاب فیلم‌های تیف ۲۰۲۲.
| عنوان فارسی                      | کارگردان(ها)       | سال  | کشور تولید          |
| -------------------------------- | ------------------ | ---- | ------------------- |
| ۱۰ چیز درباره تو که ازشان متنفرم | گیل یونگر          | ۱۹۹۹ | ایالات متحده آمریکا |
| بزرگ‌ترین شومن                    | مایکل گریسی        | ۲۰۱۷ | ایالات متحده آمریکا |
| لیگ خودشان                       | پنی مارشال         | ۱۹۹۲ | ایالات متحده آمریکا |
| عشق و بسکتبال                    | جینا پرینس-بایدوود | ۲۰۰۰ | ایالات متحده آمریکا |
| مومیایی                          | استیون سامرز       | ۱۹۹۹ | ایالات متحده آمریکا |
| داستان بی‌پایان                   | ولفگانگ پترسن      | ۱۹۸۴ | ایالات متحده آمریکا |
| مدرسه راک                        | ریچارد لینکلیتر    | ۲۰۰۳ | ایالات متحده آمریکا |
| راهبه بدلی                       | امیل آردولینو      | ۱۹۹۲ | ایالات متحده آمریکا |
| بسامد فرابالا                    | جی لوی             | ۱۹۸۹ | ایالات متحده آمریکا |
| داستان وست ساید                  | استیون اسپیلبرگ    | ۲۰۲۱ | ایالات متحده آمریکا |

### سینماتک تیف
| عنوان فارسی                   | عنوان اصلی                    | کارگردان(ها)            | سال  | کشور تولید                       |
| ----------------------------- | ----------------------------- | ----------------------- | ---- | -------------------------------- |
| من به اندی وارهول شلیک کردم   | من به اندی وارهول شلیک کردم   | ماری هرون               | ۱۹۹۶ | بریتانیا، ایالات متحده آمریکا    |
| اگانتوک                       | Agantuk                       | ساتیاجیت رای            | ۱۹۹۱ | هند، فرانسه                      |
| سالن رقص مؤکد                 | سالن رقص مؤکد                 | باز لورمن               | ۱۹۹۲ | استرالیا، بریتانیا               |
| داستان‌هایی از بیمارستان گیملی | داستان‌هایی از بیمارستان گیملی | گای مدین                | ۱۹۹۱ | کانادا                           |
| هارمونی‌های ورکمایستر          | Werckmeister harmóniák        | بلا تار، اگنس هرانیتسکی | ۲۰۰۰ | مجارستان، ایتالیا، آلمان، فرانسه |